# Pseudococcobius dolus
Pseudococcobius dolus är en stekelart som beskrevs av Prinsloo 2003. Pseudococcobius dolus ingår i släktet Pseudococcobius och familjen sköldlussteklar. Inga underarter finns listade i Catalogue of Life.